# Campeonato Mundial de Atletismo de 2011 - Heptatlo feminino
A prova do Heptatlo do Campeonato Mundial de Atletismo de 2011 foi disputada entre 29 e 30 de agosto no Daegu Stadium, em Daegu. 

## Recordes
Antes desta competição, os recordes mundiais e do campeonato nesta prova eram os seguintes:
| Tipo                  | Atleta               | Pontos | Local | Data                   | Ref |
| --------------------- | -------------------- | ------ | ----- | ---------------------- | --- |
|                       | Jackie Joyner-Kersee | 7291   | Seul  | 24 de setembro de 1988 | ver |
| Recorde do campeonato | Jackie Joyner-Kersee | 7128   | Roma  | 1 de setembro de 1987  | ver |

## Medalhistas
| Ouro                | Prata                | Bronze                  |
| Jessica Ennis (GBR) | Jennifer Oeser (GER) | Karolina Tymińska (POL) |

## Cronograma
| Data         | Hora  | Evento                   |
| ------------ | ----- | ------------------------ |
| 29 de agosto | 10:00 | 100 metros com barreiras |
| 29 de agosto | 11:00 | Salto em altura          |
| 29 de agosto | 19:05 | Arremesso de peso        |
| 29 de agosto | 20:35 | 200 metros               |
| 30 de agosto | 10:00 | Salto em distância       |
| 30 de agosto | 12:50 | Lançamento de dardo      |
| 30 de agosto | 20:00 | 800 metros               |

Todos os horários são horas locais (UTC +9)

## Resultados
| 100 m com Barreiras | 100 m com Barreiras | 100 m com Barreiras | 100 m com Barreiras | 100 m com Barreiras | 100 m com Barreiras | 100 m com Barreiras |
| Colocação           | Bateria             | Atleta              | Nacionalidade       | Tempo               | Pontos              | Notas               |
| ------------------- | ------------------- | ------------------- | ------------------- | ------------------- | ------------------- | ------------------- |
| 1                   | 1                   | Hyleas Fountain     | Estados Unidos      | 12 s 93             | 1135                | SB                  |
| 2                   | 1                   | Jessica Ennis       | Reino Unido         | 12 s 94             | 1133                |                     |
| 3                   | 1                   | Jessica Zelinka     | Canadá              | 13 s 01             | 1123                | SB                  |
| 4                   | 2                   | Karolina Tyminska   | Polónia             | 13 s 12             | 1106                | PB                  |
| 5                   | 1                   | Louise Hazel        | Grã-Bretanha        | 13 s 24             | 1089                | PB                  |
| 6                   | 2                   | Tatyana Chernova    | Rússia              | 13 s 32             | 1077                | PB                  |
| 7                   | 1                   | Jennifer Oeser      | Alemanha            | 13 s 33             | 1075                |                     |
| 8                   | 4                   | Sara Aerts          | Bélgica             | 13 s 38             | 1068                | SB                  |

| Salto em altura | Salto em altura | Salto em altura            | Salto em altura | Salto em altura | Salto em altura | Salto em altura |
| Colocação       | Grupo           | Atleta                     | Nacionalidade   | Resultados      | Pontos          | Notas           |
| --------------- | --------------- | -------------------------- | --------------- | --------------- | --------------- | --------------- |
| 1               | A               | Hyleas Fountain            | Estados Unidos  | 1 m 89          | 1093            | SB              |
| 2               | A               | Austra Skujyte             | Lituânia        | 1 m 86          | 1054            |                 |
| 3               | A               | Jessica Ennis              | Grã-Bretanha    | 1 m 86          | 1054            |                 |
| 4               | A               | Natallia Dobrynska         | Ucrânia         | 1 m 83          | 1016            | SB              |
| 5               | A               | Anna Bogdanova             | Rússia          | 1 m 83          | 1016            |                 |
| 6               | A               | Antoinette Nana Djimou Ida | França          | 1 m 83          | 1016            | SB              |
| 7               | A               | Lyudmyla Yosypenko         | Ucrânia         | 1 m 83          | 1016            | SB              |
| 8               | A               | Tatyana Chernova           | Rússia          | 1 m 83          | 1016            | SB              |

| Arremesso de peso | Arremesso de peso | Arremesso de peso  | Arremesso de peso | Arremesso de peso | Arremesso de peso | Arremesso de peso |
| Colocação         | Grupo             | Atleta             | Nacionalidade     | Resultados        | Pontos            | Notas             |
| ----------------- | ----------------- | ------------------ | ----------------- | ----------------- | ----------------- | ----------------- |
| 1                 | A                 | Austra Skujyte     | Lituânia          | 16 m 71           | 976               |                   |
| 2                 | A                 | Natallia Dobrynska | Ucrânia           | 16 m 14           | 937               | SB                |
| 3                 | A                 | Julia Mächtig      | Alemanha          | 15 m 24           | 877               | SB                |
| 4                 | A                 | Jessica Zelinka    | Canadá            | 14 m 91           | 855               | SB                |
| 5                 | A                 | Lilli Schwarzkopf  | Alemanha          | 14 m 89           | 854               | PB                |
| 6                 | A                 | Karolina Tyminska  | Polónia           | 14 m 70           | 841               | SB                |
| 7                 | A                 | Jessica Ennis      | Grã-Bretanha      | 14 m 67           | 839               | PB                |
| 8                 | A                 | Jessica Samuelsson | Suécia            | 14 m 52           | 829               |                   |

| 200 metros | 200 metros | 200 metros         | 200 metros     | 200 metros | 200 metros | 200 metros |
| Colocação  | Grupo      | Atleta             | Nacionalidade  | Resultados | Pontos     | Notas      |
| ---------- | ---------- | ------------------ | -------------- | ---------- | ---------- | ---------- |
| 1          | 1          | Jessica Ennis      | Reino Unido    | 23 s 27    | 1052       |            |
| 2          | 1          | Tatyana Chernova   | Rússia         | 23 s 50    | 1029       | PB         |
| 3          | 1          | Karolina Tyminska  | Polónia        | 23 s 87    | 993        |            |
| 4          | 1          | Hyleas Fountain    | Estados Unidos | 23 s 96    | 985        |            |
| 5          | 1          | Jessica Zelinka    | Canadá         | 24 s 06    | 975        |            |
| 6          | 1          | Lyudmyla Yosypenko | Ucrânia        | 24 s 09    | 972        |            |
| 7          | 2          | Louise Hazel       | Grã-Bretanha   | 24 s 25    | 957        |            |
| 8          | 2          | Grit Šadeiko       | Estónia        | 24 s 39    | 944        | PB         |

| Salto em distância | Salto em distância | Salto em distância | Salto em distância | Salto em distância | Salto em distância | Salto em distância |
| Colocação          | Bateria            | Atleta             | Nacionalidade      | Tempo              | Pontos             | Notas              |
| ------------------ | ------------------ | ------------------ | ------------------ | ------------------ | ------------------ | ------------------ |
| 1                  | A                  | Tatyana Chernova   | Rússia             | 6 m 61             | 1043               |                    |
| 2                  | A                  | Jessica Ennis      | Grã-Bretanha       | 6 m 51             | 1010               | PB                 |
| 3                  | A                  | Aiga Grabuste      | Letônia            | 6 m 45             | 991                |                    |
| 4                  | A                  | Hyleas Fountain    | Estados Unidos     | 6 m 45             | 991                |                    |
| 5                  | A                  | Karolina Tyminska  | Polónia            | 6 m 39             | 972                |                    |
| 6                  | A                  | Anna Bogdanova     | Rússia             | 6 m 38             | 969                |                    |
| 7                  | A                  | Ruky Abdulai       | Canadá             | 6 m 30             | 943                |                    |
| 8                  | A                  | Jennifer Oeser     | Alemanha           | 6 m 28             | 937                | SB                 |

| Lançamento de dardo | Lançamento de dardo | Lançamento de dardo        | Lançamento de dardo | Lançamento de dardo | Lançamento de dardo | Lançamento de dardo |
| Colocação           | Bateria             | Atleta                     | Nacionalidade       | Tempo               | Pontos              | Notas               |
| ------------------- | ------------------- | -------------------------- | ------------------- | ------------------- | ------------------- | ------------------- |
| 1                   | A                   | Antoinette Nana Djimou Ida | França              | 55 m 79             | 973                 | PB                  |
| 2                   | A                   | Margaret Simpson           | Gana                | 53 m 13             | 921                 |                     |
| 3                   | A                   | Tatyana Chernova           | Rússia              | 52 m 95             | 917                 | SB                  |
| 4                   | A                   | Jennifer Oeser             | Alemanha            | 51 m 30             | 885                 | PB                  |
| 5                   | A                   | Lilli Schwarzkopf          | Alemanha            | 49 m 69             | 854                 |                     |
| 6                   | A                   | Austra Skujyte             | Lituânia            | 49 m 19             | 844                 | SB                  |
| 7                   | A                   | Natallia Dobrynska         | Ucrânia             | 48 m 00             | 821                 | SB                  |
| 8                   | A                   | Ruky Abdulai               | Canadá              | 46 m 35             | 790                 |                     |

| 800 metros | 800 metros | 800 metros         | 800 metros    | 800 metros    | 800 metros | 800 metros |
| Colocação  | Grupo      | Atleta             | Nacionalidade | Tempo         | Pontos     | Notas      |
| ---------- | ---------- | ------------------ | ------------- | ------------- | ---------- | ---------- |
| 1          | 3          | Karolina Tyminska  | Polónia       | 2 min 05 s 21 | 1036       | PB         |
| 2          | 3          | Jessica Ennis      | Grã-Bretanha  | 2 min 07 s 81 | 997        | PB         |
| 3          | 3          | Tatyana Chernova   | Rússia        | 2 min 08 s 04 | 993        | SB         |
| 4          | 1          | Jessica Samuelsson | Suécia        | 2 min 10 s 20 | 962        | SB         |
| 5          | 3          | Jennifer Oeser     | Alemanha      | 2 min 10 s 39 | 959        | PB         |
| 6          | 1          | Ida Marcussen      | Noruega       | 2 min 11 s 01 | 950        | PB         |
| 7          | 3          | Natallia Dobrynska | Ucrânia       | 2 min 11 s 34 | 945        | PB         |
| 8          | 2          | Jessica Zelinka    | Canadá        | 2 min 12 s 62 | 927        |            |

## Resultado final
| Colocação         | Atleta                     | Nacionalidade  | Pontos | Notas |
| ----------------- | -------------------------- | -------------- | ------ | ----- |
| Medalha de ouro   | Jessica Ennis              | Grã-Bretanha   | 6751   |       |
| Medalha de prata  | Jennifer Oeser             | Alemanha       | 6572   |       |
| Medalha de bronze | Karolina Tymińska          | Polónia        | 6544   | PB    |
| 4                 | Nataliya Dobrynska         | Ucrânia        | 6539   | SB    |
| 5                 | Lilli Schwarzkopf          | Alemanha       | 6321   |       |
| 6                 | Antoinette Nana Djimou Ida | França         | 6309   |       |
| 7                 | Austra Skujytė             | Lituânia       | 6297   |       |
| 8                 | Jessica Zelinka            | Canadá         | 6268   |       |
| 9                 | Lyudmyla Yosypenko         | Ucrânia        | 6263   |       |
| 10                | Anna Bogdanova             | Rússia         | 6242   | SB    |
| 11                | Aiga Grabuste              | Letônia        | 6229   |       |
| 12                | Ruky Abdulai               | Canadá         | 6212   | PB    |
| 13                | Margaret Simpson           | Gana           | 6183   |       |
| 14                | Louise Hazel               | Reino Unido    | 6149   |       |
| 15                | Jessica Samuelsson         | Suécia         | 6119   |       |
| 16                | Julia Mächtig              | Alemanha       | 6095   |       |
| 17                | Sharon Day                 | Estados Unidos | 6043   |       |
| 18                | Remona Fransen             | Países Baixos  | 6027   |       |
| 19                | Ida Marcussen              | Noruega        | 5911   |       |
| 20                | Kateřina Cachová           | Chéquia        | 5908   |       |
| 21                | Alina Fyodorova            | Ucrânia        | 5908   |       |
| 22                | Francesca Doveri           | Itália         | 5786   |       |
| 23                | Györgyi Farkas             | Hungria        | 5784   |       |
| 24                | Hyleas Fountain            | Estados Unidos | 5611   |       |
| 25                | Grit Šadeiko               | Estónia        | 5190   |       |
| 99 !              | Sara Aerts                 | Bélgica        | DNF    |       |
| 99 !              | Wassana Winatho            | Tailândia      | DNF    |       |
| DSQ               | Tatyana Chernova           | Rússia         | 6880   | WL    |

Legenda
| Recorde mundial       | Recorde mundial (World record)               |                       | Recorde africano                      | Recorde africano (African) |                                           | Q | Classificado por posição (Qualified) |
| Recorde do campeonato | Recorde do campeonato (Championship record)  | Recorde da América    | Recorde da América (Americas)         | q                          | Classificado por melhor tempo (Qualified) |   |                                      |
| Melhor marca do ano   | Melhor marca do ano (World leading)          | Recorde asiático      | Recorde asiático (Asian)              | DNS                        | Não largou (Did not start)                |   |                                      |
| Recorde nacional      | Recorde nacional (National record)           | Recorde europeu       | Recorde europeu (European)            | DNF                        | Não terminou (Did not finish)             |   |                                      |
| Recorde pessoal       | Recorde pessoal do atleta (Personal best)    | Recorde da Oceania    | Recorde da Oceania (Oceania)          | DSQ / DQ                   | Desclassificado (Disqualified)            |   |                                      |
| Recorde da temporada  | Recorde da temporada do atleta (Season best) | Recorde sul-americano | Recorde sul-americano (South America) | NM                         | Sem marca (No mark)                       |   |                                      |